# Erythrura gouldiae
Il diamante di Gould (Erythrura gouldiae) è un piccolo uccello passeriforme della famiglia degli Estrildidae.

## Tassonomia
Venne scoperto e descritto dal naturalista John Gould nel corso dei suoi viaggi in Australia fra il 1838 e il 1840: costui dedicò il nome scientifico della nuova specie non a sé stesso (come si potrebbe pensare), bensì alla moglie Elizabeth, da poco scomparsa. Questo si può evincere dalla desinenza -ae tipica della prima declinazione latina, riferita generalmente a soggetti di sesso o genere femminile.
Il diamante di Gould è stato frequentemente riclassificato: inizialmente ascritto al genere Poephila assieme a numerose altre specie, è stato in seguito spostato prima in un proprio genere, Chloebia, ed infine accorpato ai diamanti asiatici e melanesiani del genere Erythrura, classificazione che viene attualmente ritenuta corretta dalla maggior parte degli studiosi.

## Distribuzione edhabitat

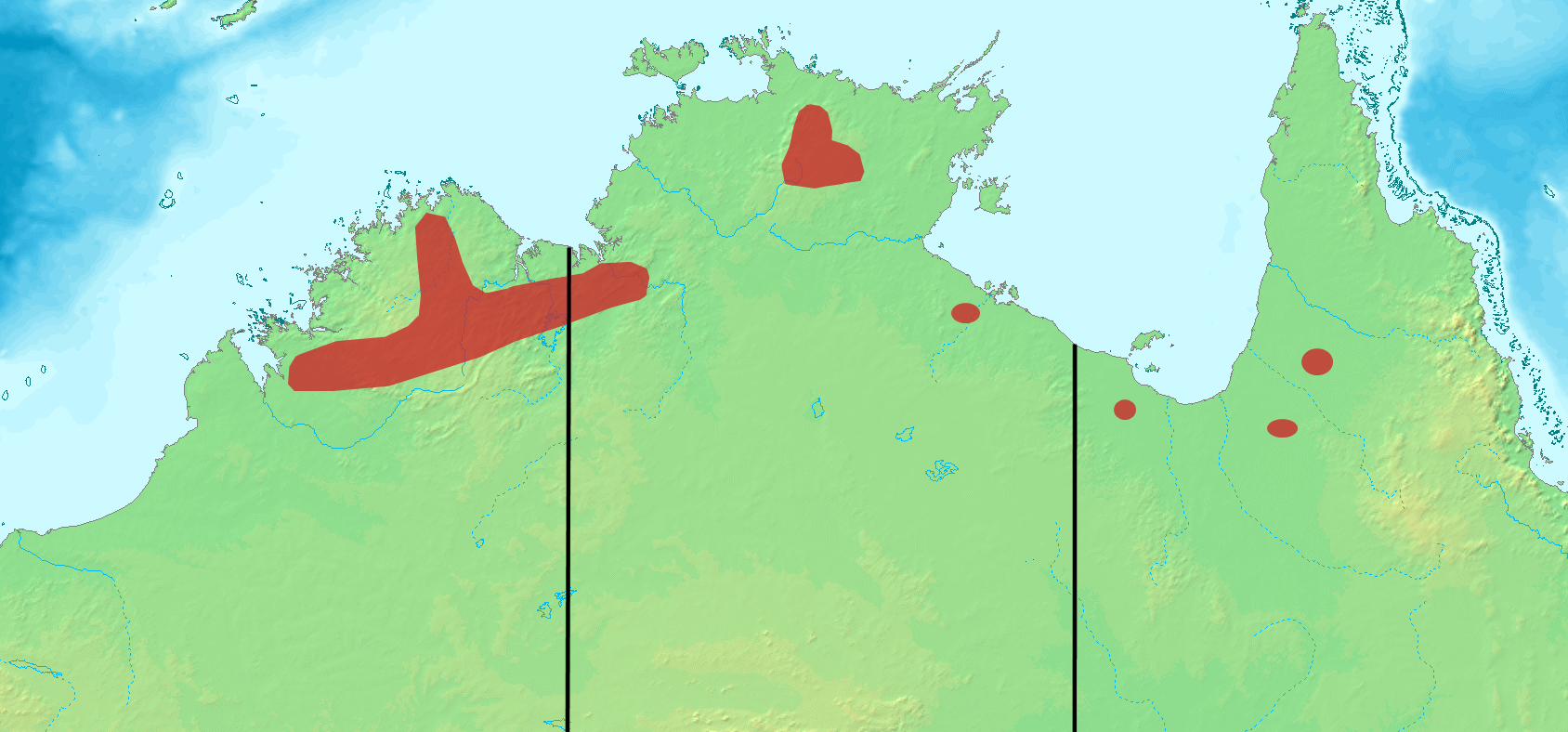
Distribuzione del diamante di Gould.

La specie è diffusa in Australia settentrionale, dalla penisola di Capo York ad ovest fino alla regione di Kimberley.
Il loro habitat è rappresentato dalle aree calde e soleggiate con elevata umidità, con presenza di praterie ed arbusteti e di fonti di acqua dolce permanenti.

## Descrizione

### Dimensioni
Misura 13–15 cm, compresa la coda: a parità d'età, le femmine sono più piccole e snelle rispetto ai maschi.

### Aspetto

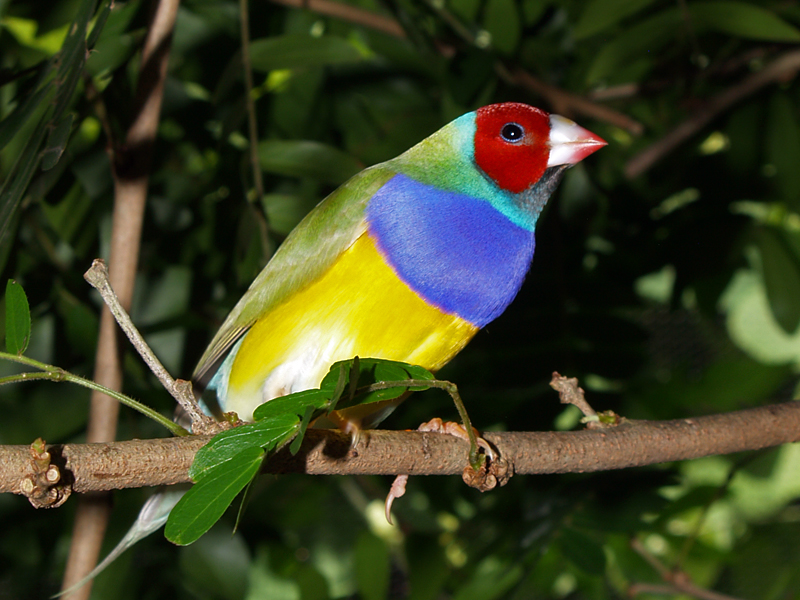
Maschio di diamante di Gould ancestrale.

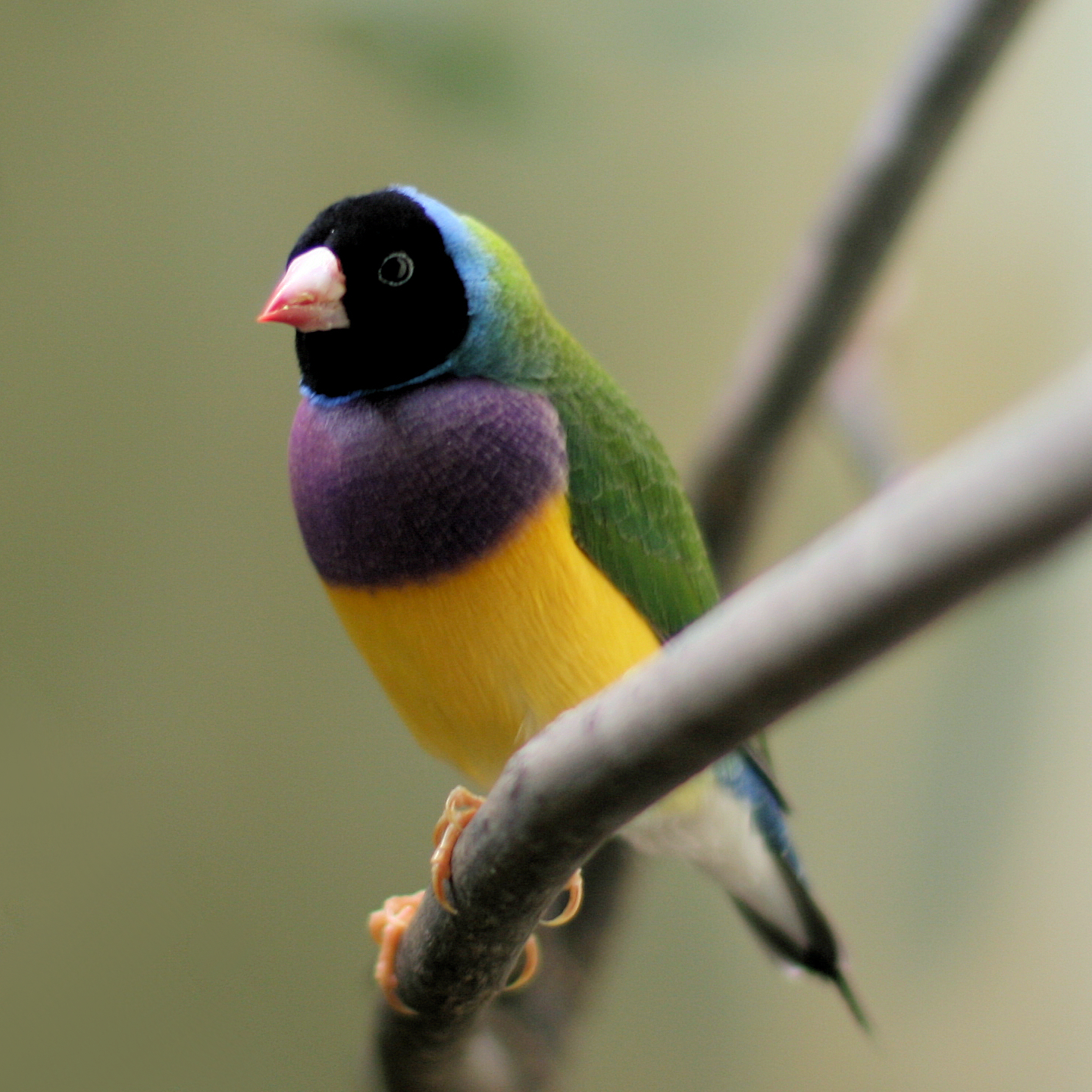
Un maschio della varietà "testa nera".

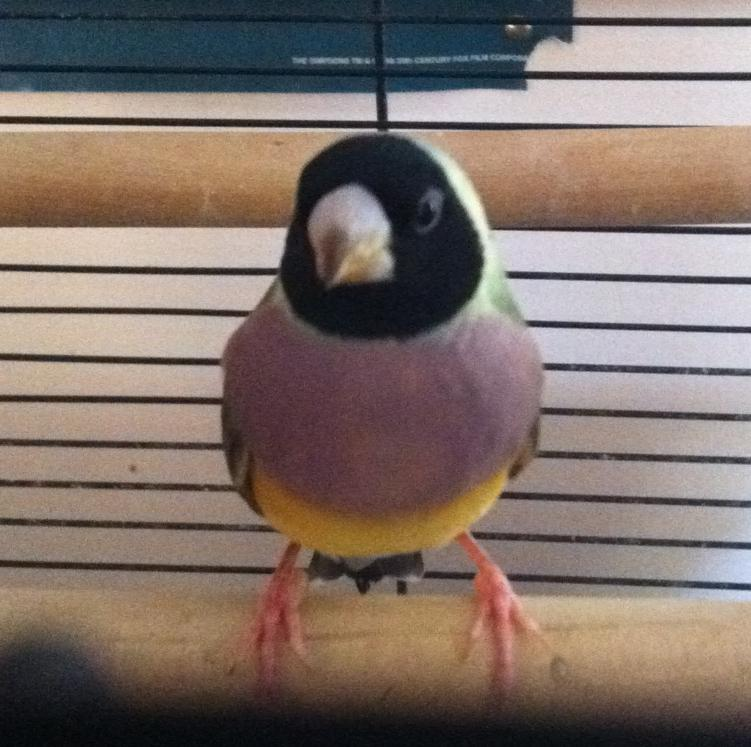
Femmina della varietà "testa nera".

L'aspetto è massiccio, con becco conico e tozzo.

La colorazione è molto caratteristica ed appariscente: nella forma ancestrale il dorso, le ali e la nuca sono di colore verde brillante, il petto è di colore viola, il ventre è giallo, il sottocoda è bianco, la faccia presenta una colore rosso con un orlo nero che forma una bavetta sotto il becco ed un ulteriore bordo di colore azzurro che sfuma nel verde del dorso. Anche il codione è azzurro, mentre la coda è nera, il becco è di color perla nei maschi e grigio nelle femmine, spesso con punta nera o gialla (in quest'ultimo caso l'esemplare è un portatore dell'allele recessivo che presiede alla mutazione "faccia gialla"), le zampe sono di color carnicino e gli occhi bruno scuro, con anello perioculare nudo e anch'esso del colore delle zampe.

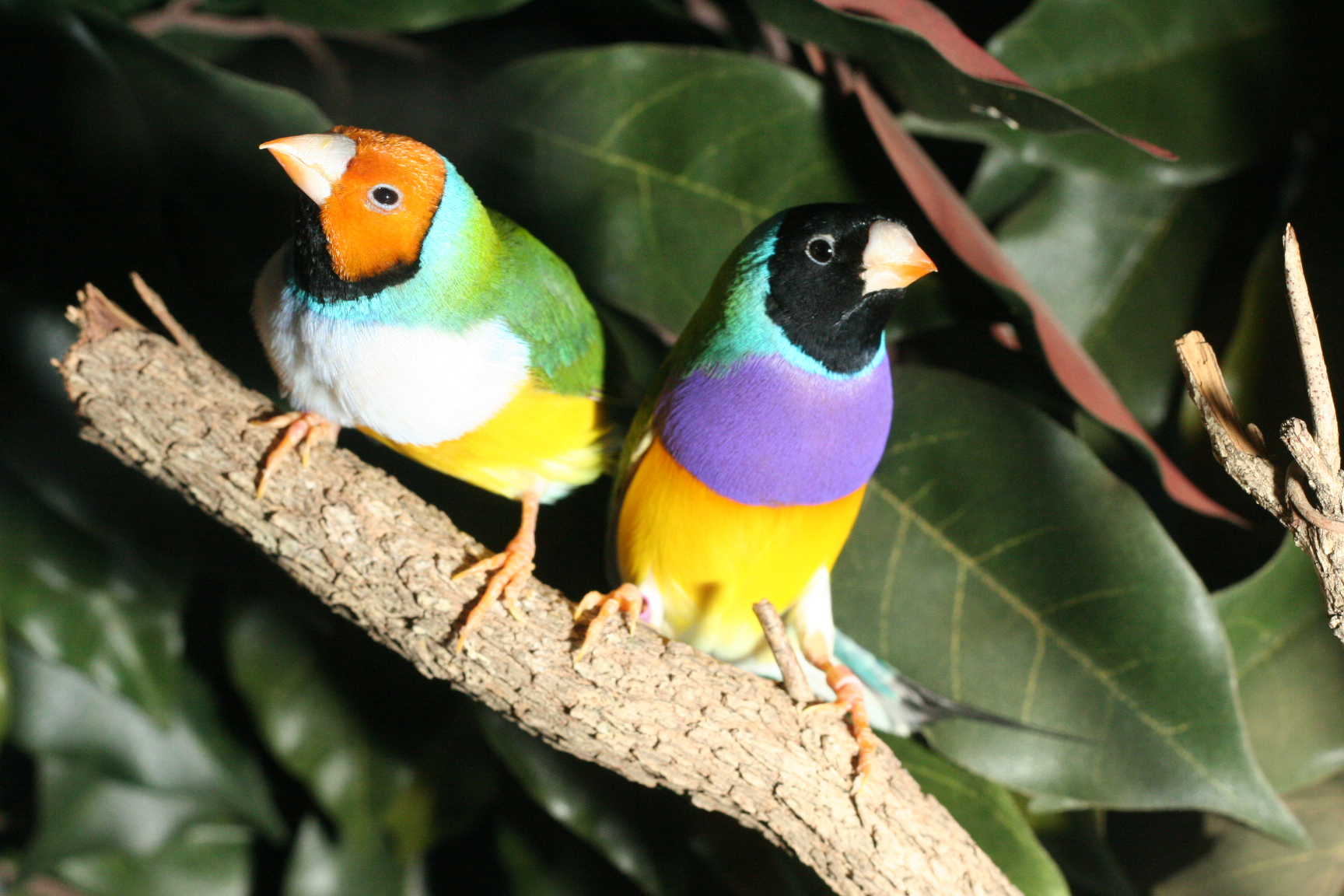
Un maschio faccia gialla - petto bianco (a sinistra) accanto a un maschio testa nera (a destra).

Le femmine sono riconoscibili dai maschi in quanto presentano colorazione del petto e del ventre meno brillanti, mascherina facciale meno estesa, collare azzurro meno evidente ed assenza delle due timoniere filiformi allungate, tipiche del maschio.
In natura esistono inoltre numerose varianti di colore, in passato considerate sottospecie a sé stanti e da tempo fissate in cattività tramite allevamento selettivo:
- testa nera, caratterizzata da colorazione ancestrale ma testa di colore nero, è la variante più comune in natura;
- testa gialla, piuttosto raro sia in natura che in cattività, caratterizzata da colorazione facciale di colore giallo-arancio;
- blu, caratterizzata dall'assenza del giallo (inibizione della sintesi del lipocromo) e quindi con dorso blu-azzurro e ventre bianco;
- petto bianco, ottenuta e fissata in cattività in Sudafrica negli anni sessanta, caratterizzata appunto da petto di colore bianco anziché viola;
- pastello, con riduzione dell'eumelanina, caratterizzato da dorso di colore giallo ed assenza di nero nella colorazione;
- lutino, con assenza di melanina, dai caratteristici occhi rosati anziché neri e dalla colorazione prevalentemente bianca con dorso giallino;
- Avorio, manifesta una diluizione del colore del ventre di colore avorio, da lì il nome della mutazione e il dorso diventa verdemare. Questa mutazione è stata selezionata in italia da un noto allevatore veneto

Le varie mutazioni non interferiscono l'una con l'altra e sono perciò sovrapponibili, quindi si possono selezionare esemplari blu-petto bianco, pastello-blu e via discorrendo.

Recentemente, a Cuba è stata inoltre ottenuta una mutazione del diamante di Gould caratterizzata da esemplari con testa azzurra.

## Biologia
Il Diamante di Gould è un uccello di indole socievole e tende a vivere in gruppi numerosi, a volte anche in comunità con altre specie, come il diamante mascherato ed il diamante codalunga. Gli stormi si muovono tra le foreste e gli arbusteti aperti, passando la maggior parte del tempo al suolo alla ricerca di nutrimento. I gruppi sono fondamentalmente stanziali, muovendosi in aree circoscritte (circa 40 chilometri quadrati) e lasciandole solo se l'acqua od il nutrimento cominciano a scarseggiare.

### Alimentazione

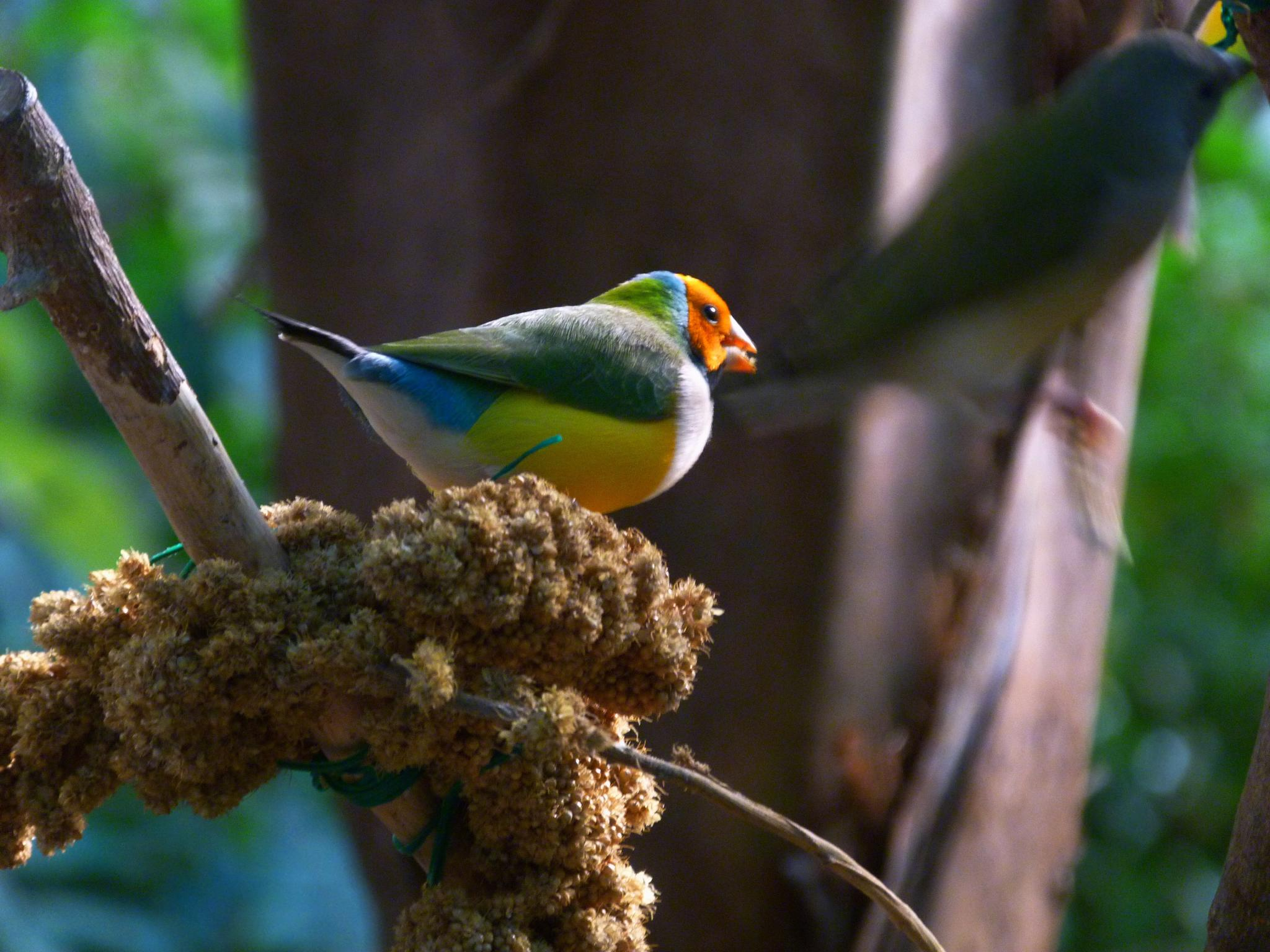
Un maschio testa gialla - petto bianco si nutre da una spiga di panico.

Il diamante di Gould è un uccello prevalentemente granivoro, che si nutre di tutti i piccoli semi che il forte becco è in grado di spezzare. Sebbene non vi siano particolari preferenze da parte di questi animali nei confronti di un seme piuttosto che di un altro, durante la stagione delle piogge la percentuale di semi di spinifex (Triodia spp.) nella dieta aumenta considerevolmente fino a divenire preponderante, mentre durante il periodo riproduttivo è il sorgo a costituire la maggior parte della dieta.

### Riproduzione

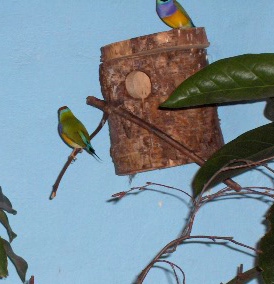
Coppia di diamanti di Gould nei pressi di un nido artificiale.

Il periodo riproduttivo coincide generalmente con l'inizio della stagione delle piogge, dimodoché i piccoli possano disporre di una gran quantità di cibo.
Il maschio corteggia la femmina rimanendo impettito, arruffando le penne del petto e tenendo le penne della nuca ben erette, ed "annuendo" continuamente in direzione della femmina, in modo tale da mostrarle la sgargiante colorazione: dal canto suo, la femmina segnala la propria disponibilità all'accoppiamento rimanendo accovacciata e spostando lateralmente la coda.
Il nido viene collocato generalmente in una cavità naturale di un tronco d'albero, che viene foderata internamente con ramoscelli, fili d'erba secca, piume e pelame: al suo interno la femmina depone dalle 4 alle 8 uova, che vengono covate da ambedue i genitori (sebbene durante la notte sia solo la femmina a covare, col maschio che rimane di guardia nei pressi del nido) per circa 15 giorni. Pare che le femmine di diamante di Gould siano in grado di controllare il sesso dei nascituri in base al colore della faccia del maschio col quale si sono accoppiate, per prevenire eventuali insuccessi riproduttivi dovuti ad incompatibilità genetiche: per lo stesso motivo, esse possono produrre numeri maggiori di uova in determinate covate.

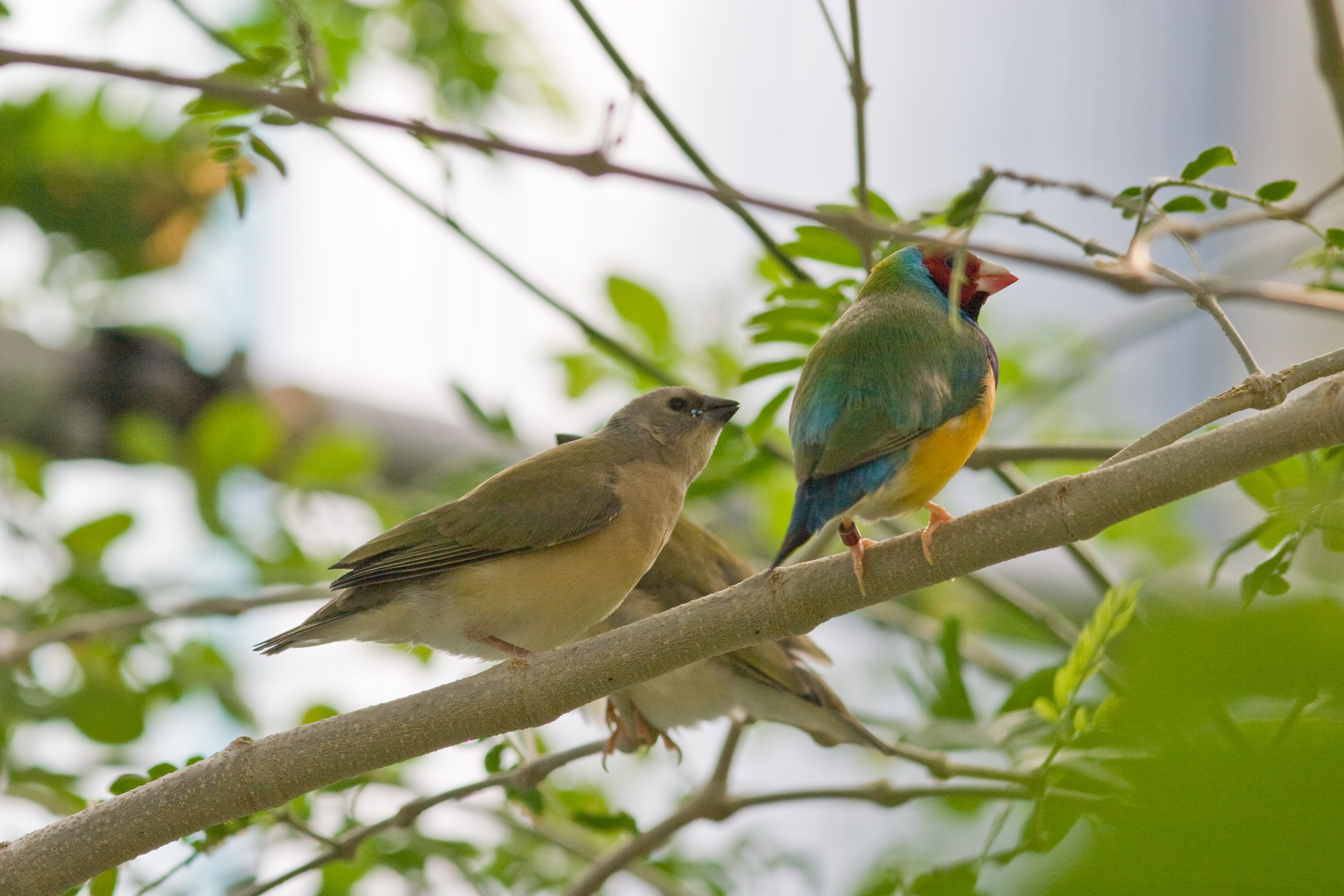
Un giovane esemplare mendica il cibo al padre: anche dopo l'involo i piccoli tendono a restare coi genitori.

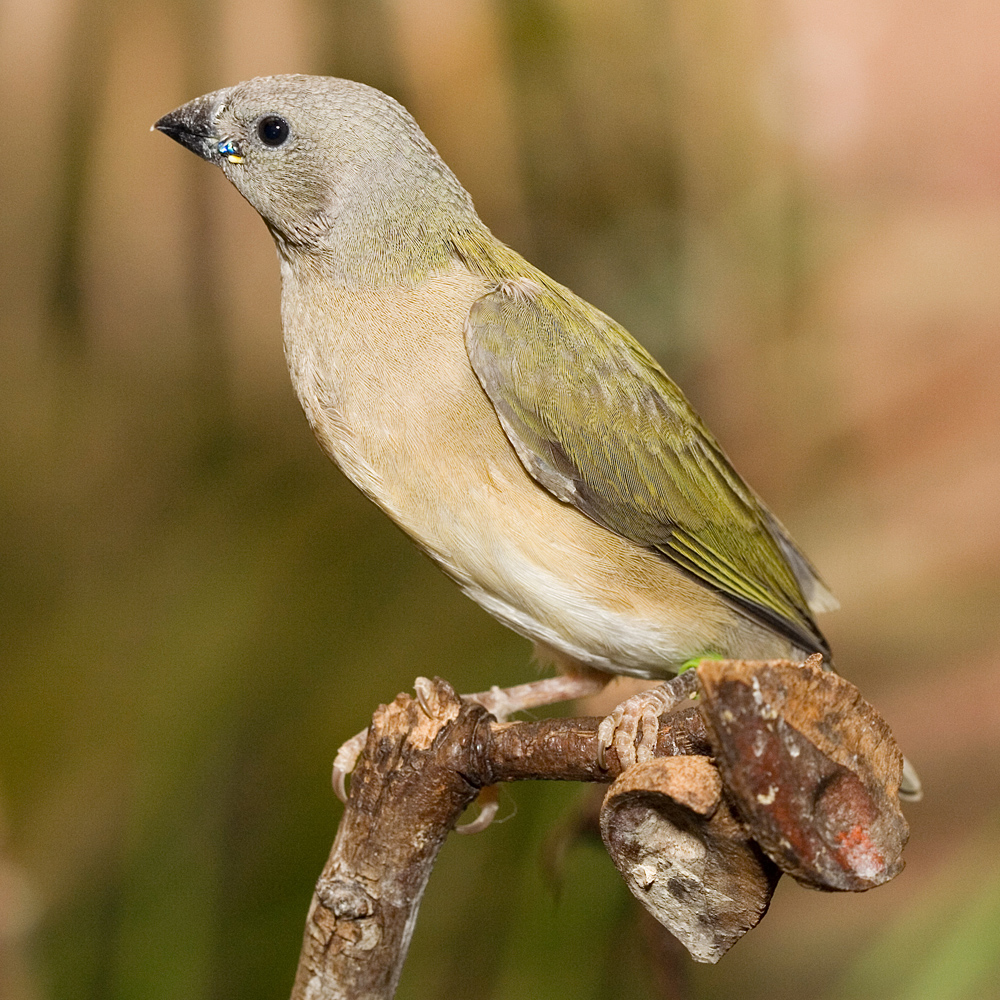
Un giovane diamante di Gould appena uscito dal nido: notare le verruche azzurre ai lati del becco.

Alla schiusa i pulli misurano circa 1,5 cm di lunghezza, sono ciechi ed implumi e presentano ai lati della bocca delle caratteristiche escrescenze fluorescenti azzurre che servono a richiamare i genitori per l'imbeccata nella semioscurità del nido: sono entrambi i genitori a nutrire ed accudire i nidiacei, che sono pronti per l'involo a 19-23 giorni dalla schiusa, ma che tuttavia tendono a rimanere nei pressi del nido fino ai 40 giorni d'età. La livrea adulta, invece, non viene raggiunta prima dei 3-4 mesi di vita.
In cattività, il diamante di Gould viene spesso riprodotto tramite l'ausilio di balie (soprattutto il passero del Giappone, poco selettivo nei confronti dei nidiacei, viene utilizzato allo scopo), che si prendono cura delle uova e dei nidiacei: negli ultimi anni, grazie alla crescente diffusione della specie, sono stati però selezionati ceppi di diamante di Gould i cui partner allevano in purezza, ossia senza bisogno di balie.

## Conservazione

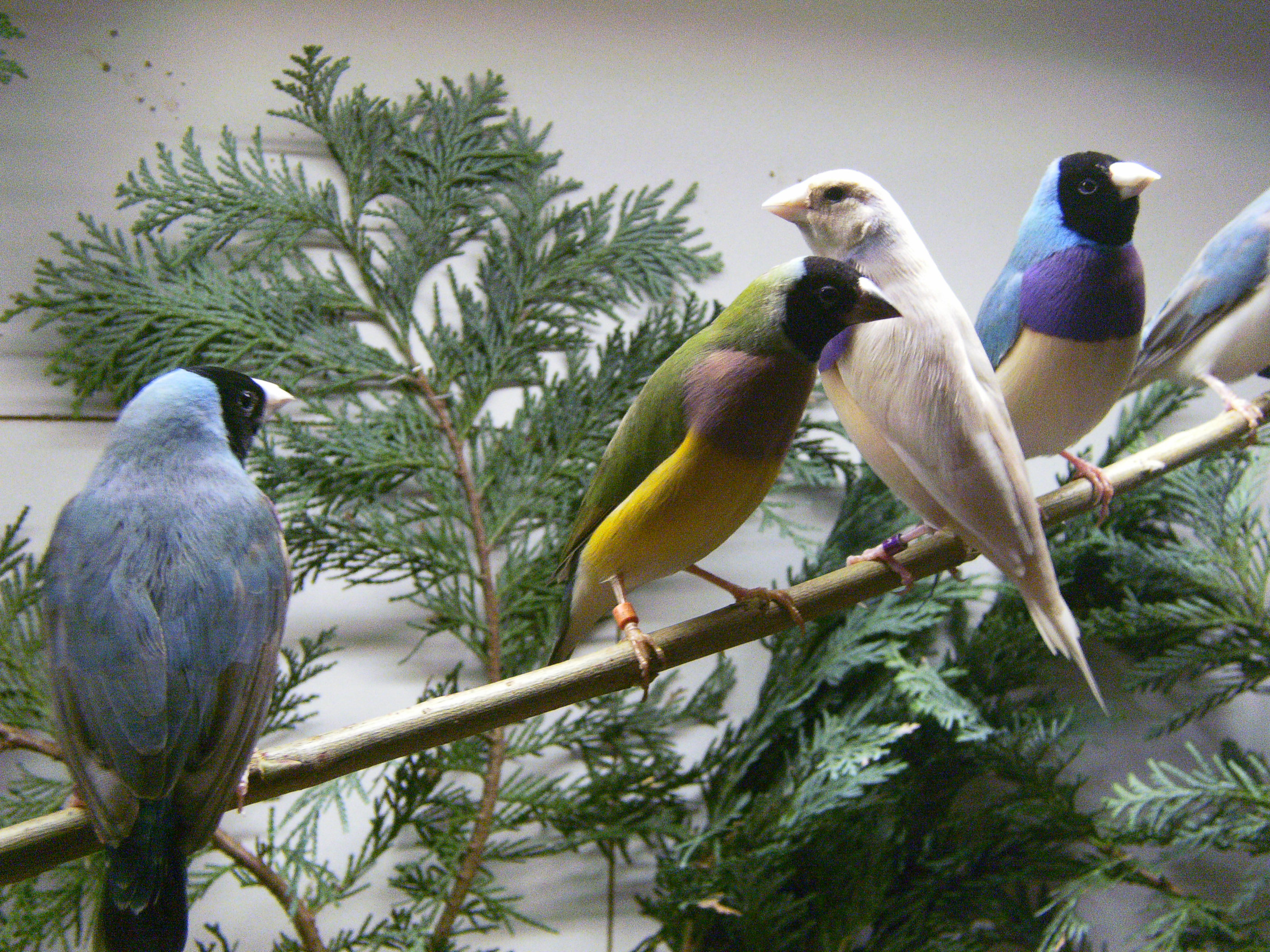
Gruppo di diamanti di Gould in voliera: negli ultimi decenni il diamante di Gould è divenuto popolare come uccello da gabbia.

Da sempre apprezzato come uccello da gabbia, per molti anni il diamante di Gould è stato catturato in gran numero per poi essere allevato in cattività in Australia (dove la legge proibisce severamente il commercio di animali nativi selvatici fin dagli anni sessanta) e rivenduto all'estero: tale prelievo indiscriminato ha fatto sì che nei primi anni ottanta si contassero allo stato selvatico solo poche decine di esemplari. Nel 1982 venne vietata la cattura e l'esportazione di questo animale, mentre dieci anni dopo la specie venne aggiunta all'appendice C2ai dello IUCN col rango di "minacciata in natura", in quanto se ne contavano meno di 2500 esemplari in natura, concentrati in piccole popolazioni di numero inferiore alle 250 unità ciascuna (a fronte delle centinaia di migliaia di diamanti di Gould domestici, dei quali la maggior parte proprio in Australia): da allora la popolazione selvatica ha mostrato segni di ripresa.

La popolazione selvatica più cospicua di questi uccelli si trova concentrata in un'area di circa 28 km2 nella porzione orientale della regione di Kimberley, nei pressi della città di Wyndham.

### Il diamante di Gould nella cultura di massa
Sebbene venga fatto riprodurre ed allevato sempre più frequentemente, il diamante di Gould viene tradizionalmente considerato un uccello molto pregiato e generalmente non adatto ai neofiti dell'avicoltura.
Questo uccello è stato scelto per essere utilizzato nel logo della casa produttrice di apparecchi video ViewSonic, nel quale campeggiano tre diamanti di Gould.
Nel film del 1992 Batman Returns, il Pinguino possiede uno di questi uccelli, che durante il colloquio con Catwoman rischia di venire mangiato da quest'ultima.